# 喬爾諾戈拉山脈

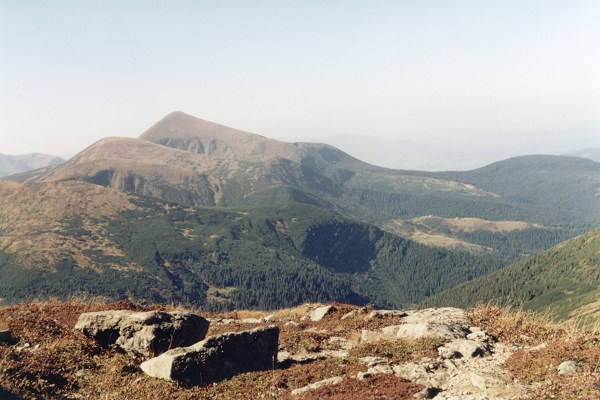

喬爾諾戈拉山脈（烏克蘭語：Чорногора），是烏克蘭的山脈，位於該國西部，毗鄰戈爾加內山脈，屬於喀爾巴阡山脈的一部分，最高點海拔高度2,062米，山體由理石組成。